# Kétbodony
Kétbodony es un pueblo ubicado en el condado de Nógrád, Hungría.

## Superficie
Posee una superficie de 13,05 kilómetros cuadrados.

## Demografía
Hasta 2021 la población era de 456 habitantes, con una densidad de población de 34,94 habitantes por kilómetro cuadrado.